# Univerzita Čching-chua
Univerzita Čching-chua (čínsky v českém přepisu Čching-chua Ta-süe, pchin-jinem Qīnghuá Dàxué, znaky zjednodušené 清华大学, tradiční 清華大學, přepisováno také Tsinghua) je jedna nejvýznamnějších a nejdéle fungujících univerzit v Číně. Je členem Ťiou-siao Lien-meng, skupiny devíti elitních univerzit v pevninské Číně. Sídlí v pekingském obvodu Chaj-tien v přímém sousedství Pekingské univerzity.

## Dějiny
Univerzita Čching-chua byla založena v roce 1911 z peněz, které měla Čína zaplatit Spojeným státům americkým po prohraném Boxerském povstání – na základě pozdějšího návrhu ministra zahraničí Spojených států amerických Johna Haye dohodl v roce 1909 prezident Theodore Roosevelt s čínským velvyslancem Liangem Čchengem a americkým kongresem odpuštění 10,8 milionu dolarů z 30 milionů, které měla dynastie Čching zaplatit, za podmínky, že tyto peníze budou použity pro studium čínským studentů na amerických univerzitách. Univerzita Čching-chua proto vznikla jako předstupeň pro vzdělávání na amerických univerzitách, jejími prvními učiteli byli Američané z řad YMCA.
Vzhledem k vazbám na Spojené státy americké došlo na univerzitě na konci Čínské občanské války k značné personální změně – velká část profesorů odešla do Čínské republiky, kde založili v roce 1956 v Sin-ču Národní univerzitu Čching-chua.